# Golfclub Föhrenwald
Golfclub Föhrenwald is een golfclub in Wiener Neustadt in Oostenrijk.
De golfclub is opgericht in 1968. De golfbaan ligt in een ruim, vlak terrein, waar de meeste bomen uit de tijd van de baanaanleg zijn. In 2004 is de baan geheel gerenoveerd door de Iers-Canadese baanarchitect Jeff Howes. Hij heeft onder andere vijf holes vernieuwd, waarna de baan klaar was voor internationale toernooien. Het baanrecord stond op naam van Frederica Piovano, zij maakte een ronde van 62 tijdens het Ladies Open.

In 2007 werd besloten nog wat veranderingen aan te brengen. De 16de hole werd een nieuwe par-3. Sindsdien staat het baanrecord op naam van Markus Brier met een score van 66.

## Internationale toernooien

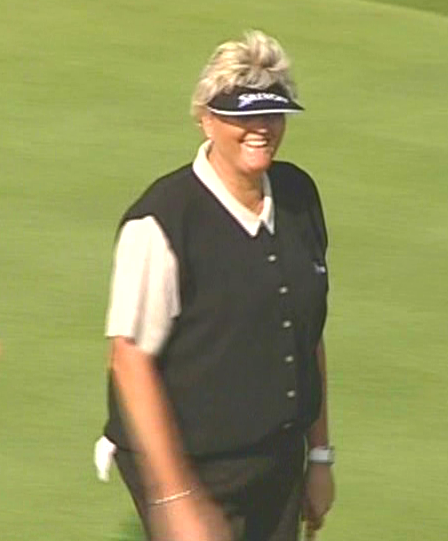
Laura Davies op Föhrenwald, sept. 2006

Het Ladies Austrian Open van de Ladies European Tour (LET) wordt op deze club georganiseerd sinds 2005.
| Jaar | Toernooinaam           | Winnares                                       |
| ---- | ---------------------- | ---------------------------------------------- |
| 2005 | Siemens Ladies Open    | Federica Piovano                               |
| 2006 | Siemens Ladies Open    | Sophie Gustafson                               |
| 2007 | Uniqa Ladies Golf Open | Laura Davies                                   |
| 2008 | Uniqa Ladies Golf Open | Laura Davies                                   |
| 2009 | Uniqa Ladies Golf Open | Linda Wessberg na play-off tegen Laura Davies. |